# 1-й стрелковый полк
1-й стрелковый полк, Первый стрелковый полк — пехотная стрелковая воинская часть Русской императорской армии. Входил в состав 1-й стрелковой бригады (в 1905—1906 гг., а затем с 1916 г. — 1-я стрелковой дивизии).
Старшинство полка: с 30 марта 1835 года. Полковой праздник: 6 декабря (день Святителя Николая Чудотворца).

## История
- 30 марта (3 апреля[2]) 1835 года — Полк вел старшинство от 1-го батальона 3-го учебного карабинерого полка, сформированного в Ярославле из 1-го и 2-го Ярославских батальонов военных кантонистов[2]. 16 октября 1836 года воинской части Высочайше пожаловано знамя образца 1816 года, со светло-синим крестом, жёлтыми и белыми (попеременно) углами, шитьё золотое[2].
- 6 декабря 1856 года — Батальон переформирован в 1-й гренадерский стрелковый батальон[3] в составе 4-х рот. Батальон был приписан к 1-й гренадерской дивизии.
- 30 декабря 1863 года — 1-й гренадерский стрелковый Герцога Георгия Мекленбург-Стрелицкого батальон.
- 31 августа 1870 года — 1-й стрелковый Герцога Мекленбург-Стрелицкого батальон.

С 1870 года в Русской армии началось формирование стрелковых бригад четырёхбатальоного состава. Руководством Военного ведомства России было принято решение из действующих стрелковых батальонов гвардии и армии сформировать восемь стрелковых соединений, в том числе 1-ю стрелковую бригаду, в которую вошёл 1-й Герцога Мекленбург-Стрелицкого стрелковый батальон. В составе бригады он дислоцировался в Привислинском крае.
- 15 июля 1876 года — 1-й стрелковый батальон.
- 31 декабря 1888 года — Батальон переформирован в 1-й стрелковый полк двухбатальонного состава.

К 14 октября 1904 полк отмобилизован и приведён в военное положение, после чего отправлен на Дальний Восток, где принял участие в русско-японской войне в составе 2-й Маньчжурской армии.
В ходе Первой мировой войны с 29 июля 1914 полк, будучи частью 1-й стрелковой бригады, действовал в составе 2-й армии на Северо-Западном фронте.
9 сентября 1916 полк был развернут в 4-х батальонный состав. С октября 1916 в составе 29-го армейского корпуса действовал на Румынском фронте.
К январю 1918 года 1-я стрелковая дивизия, включая входивший в нее 1-й стрелковый полк, была полонизирована. 10 января 1918 года дивизия была переименована в 4-ю польскую стрелковую дивизию и включена в состав 2-го Польского корпуса. Согласно приказу по Румынскому фронту от 19 февраля 1918 г. дивизия считалась расформированной с 10 января 1918 года.

## Знаки отличия
- Знаки отличия (нагрудные у офицеров, на головные уборы у нижних чинов) с надписью: «За отличіе въ войну съ Японіей въ 1904 и 1905 годахъ». Высочайший приказ 5 октября 1912 года.

## Командиры
- 01.01.1857 — 06.03.1858 — подполковник Сипягин, Всеволод Николаевич
- 06.03.1858 — 10.09.1863 — подполковник (с 22.12.1859 полковник) барон Врангель, Владимир Людвигович
- 26.10.1863 — 07.12.1864 — полковник Меженинов, Александр Павлович
- 13.12.1864 — после 03.05.1865 — полковник граф Зубов, Гавриил Николаевич
- до 25.11.1866 — хх.хх.1868 — полковник Линдфорс, Яков Яковлевич
- хх.хх.1868 — 08.03.1877 — майор (с 25.05.1869 подполковник, с 01.01.1874 полковник) Одинцов, Алексей Николаевич
- 08.03.1877 — 20.11.1880 — флигель-адъютант подполковник (с 05.05.1879 полковник) фон Кремер, Вильгельм Робертович (Василий Романович)
- 20.11.1880 — 31.08.1885 — полковник Гриневич, Михаил Павлович
- 15.10.1885 — 16.05.1891 — полковник Аргамаков, Николай Фёдорович
- 16.05.1891 — 23.03.1892 — полковник Мальский, Лев Викентьевич
- 30.03.1892 — 04.05.1893 — полковник Семенович-Никшич, Василий Егорович
- 14.05.1893 — 27.09.1901 — полковник Телешев, Николай Александрович
- 04.12.1901 — 09.03.1904 — полковник Поспелов, Сергей Матвеевич
- 15.03.1904 — 29.12.1906 — полковник Соболевский, Пётр Петрович
- 29.12.1906 — 05.05.1910 — полковник Гущинский, Николай Осипович
- 26.06.1910 — 04.02.1915 — полковник Новиков, Сергей Фёдорович
- 04.02.1915 — 11.03.1916 — полковник Крауз, Анатолий Альдорович
- 11.03.1916 — после 03.11.1917 — полковник Кохлевский, Александр Павлович

## Шефы
- 30.12.1863 — 15.07.1876 — герцог Георгий Мекленбург-Стрелицкий, генерал от артиллерии, генерал-адъютант и генерал-инспектор стрелковых батальонов[7]

## Известные люди, служившие в полку
- Деникин, Антон Иванович
- Полубенский, Аристарх Дмитриевич[8]
- Янушевский, Григорий Ефимович